# سابا كوفاتش
سابا كوفاتش (بالمجرية: Kovács Csaba)‏ هو مجدف مجري، ولد في 8 ديسمبر 1932 في بودابست في المجر، وتوفي بنفس المكان في 27 يناير 2002.

## وصلات خارجية
- سابا كوفاتش على موقع الاتحاد الدولي للتجديف (الإنجليزية)
- سابا كوفاتش على موقع اللجنة الأولمبية الدولية (الإنجليزية)
- سابا كوفاتش على موقع أوليمبيديا (الإنجليزية)